# I Saw Her Standing There
I Saw Her Standing There (englisch für „Ich sah sie dort stehen“) ist ein Lied der britischen Band The Beatles, das 1963 als erstes Lied auf ihrem ersten Album Please Please Me veröffentlicht wurde. Zudem erschien es im selben Jahr als B-Seite der US-Single I Want to Hold Your Hand und 1964 auf dem Album Introducing … The Beatles. Komponiert wurde es größtenteils von Paul McCartney und unter der Autorenangabe Lennon/McCartney veröffentlicht.

## Hintergrund
Paul McCartney hatte die Idee zu dem Lied 1962 nach einem Konzertbesuch in Southport. Die Bassmelodie entnahm er dem Chuck-Berry-Lied I’m Talking About You. Im September 1962 komplettierte er das Lied mit John Lennon im Haus seines Vaters in der Liverpooler Forthlin Road. Lennon äußerte sein Missfallen über die Anfangszeile:

“Well she was just seventeen
Never been a beauty queen”

„Sie war gerade erst siebzehn und nie eine Schönheitskönigin“

Sie änderten die Zeile wie folgt:

“Well she was just seventeen
You know what I mean”

„Sie war gerade erst siebzehn; du weißt was ich meine“

Das gefiel McCartney wegen der Mehrdeutigkeit der Aussage.
Bereits Ende 1962 befand sich das Lied im Liverepertoire der Beatles. Eine Privataufnahme einer Probe im Liverpooler Cavern Club ohne Publikum erschien auf Bootlegs. Diese Fassung ist deutlich langsamer als die spätere Studioversion, und Lennon spielte hier statt der Rhythmusgitarre Mundharmonika.

## Aufnahme
Zehn der vierzehn Lieder des ersten Beatles-Albums Please Please Me nahm die Band am 11. Februar 1963 in den Londoner Abbey Road Studios auf – darunter I Saw Her Standing There. Produzent war George Martin, assistiert von Norman Smith. Die Band nahm insgesamt neun Takes auf, von denen letztlich das erste für eine Veröffentlichung ausgewählt wurde. Darauf nahmen die Beatles noch zusätzliches Händeklatschen auf.
McCartneys später berühmt gewordene Einzählen „One, two, three, four!“ wurde nachträglich der Aufnahme vorangestellt und entstammt dem letzten Take. Die Abmischungen des Liedes erfolgten am 25. Februar 1963 in Mono und Stereo.

## Veröffentlichungen
- Am 22. März 1963 erschien I Saw Her Standing There auf dem ersten Beatles-Album Please Please Me. In Deutschland wurde das Album unter dem Titel Die Beatles (Die zentrale Tanzschaffe der weltberühmten Vier aus Liverpool) am 6. Februar 1964 veröffentlicht.
- Am 1. November 1963 wurde I Saw Her Standing There auf der EP The Beatles (No. 1) in Großbritannien veröffentlicht und erreichte Platz 24 der Charts.
- Am 26. Dezember 1963 erschien I Saw Her Standing There in den USA auf der B-Seite der Single I Want to Hold Your Hand und erreichte so separat Platz 14 der Billboard Hot 100.
- In den USA wurde I Saw Her Standing There auf dem dortigen Debütalbum Introducing… The Beatles von Vee-Jay Records am 10. Januar 1964 veröffentlicht. Hier fehlt die komplette Anzählung, das Lied beginnt mit „four“. Am 20. Dezember wurde es ebenfalls auf dem Album Meet the Beatles! von Capitol Records veröffentlicht.
- Am 7. Juni 1976 wurde das Kompilationsalbum Rock ’n’ Roll Music veröffentlicht, George Martin mischte einige Lieder neu ab, so auch I Saw Her Standing There.
- Am 8. April 1977 wurde eine Liveversion von I Saw Her Standing There auf dem Album Live! at the Star-Club in Hamburg, Germany; 1962 veröffentlicht.
- Für BBC Radio nahmen die Beatles unter Livebedingungen elf weitere Fassungen von I Saw Her Standing There auf, von denen eine Aufnahme im BBC Paris Theatre, London vom 16. Oktober 1963 auf dem Album Live at the BBC am 28. November 1994 erschien. Am 8. November 2013 erschien auf dem Album On Air – Live at the BBC Volume 2 eine weitere Fassung vom 7. September 1963, aufgenommen im BBC Playhouse Theatre, London.
- Im Rahmen der Anthology-Reihe erschienen zwei weitere Fassungen: Eine Liveaufnahme für den schwedischen Radiosender Sveriges Radio im Karlaplansstudion, die am 24. Oktober 1963 in Stockholm während der ersten Schweden-Tournee entstand, erschien am 20. November 1995 auf dem Album Anthology 1. Take 9 von I Saw Her Standing There erschien am 4. Dezember 1995 auf der EP Free as a Bird.
- Am 17. Dezember 2013 erschien das Album The Beatles Bootleg Recordings 1963, auf dem sich die Studioversion (Take 2) des Liedes I Saw Her Standing There befindet sowie zwei weitere BBC-Aufnahmen. Die erste stammt vom 16. März 1963 und wurde im Studio 3A des Broadcasting House eingespielt, die zweite wurde am 3. September 1963 im Studio Two, Aeolian Hall, London, aufgenommen.
- Am 10. November 2023 wurde das Kompilationsalbum 1962–1966 erneut wiederveröffentlicht. Auf diesem befindet sich erstmalig I Saw Her Standing There, hier in einer von Giles Martin und Sam Okell 2023 neu abgemischten Version.

## Kommerzieller Erfolg

### Chartplatzierungen
| ChartsChartplatzierungen       | Höchstplatzierung | Wochen |
| ------------------------------ | ----------------- | ------ |
| Vereinigte Staaten (Billboard) | 14 (11 Wo.)       | 11     |
| Vereinigtes Königreich (OCC)   | 90 (1 Wo.)        | 1      |

### Auszeichnungen für Musikverkäufe
| Land/Region                  | Auszeichnungen für Musikverkäufe (Land/Region, Auszeichnung, Verkäufe) | Verkäufe |
| ---------------------------- | ---------------------------------------------------------------------- | -------- |
| Neuseeland (RMNZ)            | Gold                                                                   | 15.000   |
| Vereinigtes Königreich (BPI) | Silber                                                                 | 200.000  |
| Insgesamt                    | 1× Silber · 1× Gold ·                                                  | 215.000  |

Hauptartikel: The Beatles/Auszeichnungen für Musikverkäufe

## Coverversionen
Seit der Veröffentlichung 1963 erschienen zahlreiche Coverversionen von I Saw Her Standing There. Kommerziell am erfolgreichsten war 1988 eine Interpretation der US-amerikanischen Sängerin Tiffany, die unter dem Titel I Saw Him Standing There veröffentlicht wurde. In den Billboard Hot 100 platzierte sich ihre Fassung auf Platz 7; in Deutschland erreichte sie Platz 40.
Postum erreichte 1981 eine Liveversion auf Single Platz 40 der britischen Singlecharts, die bereits im Jahr 1974 bei Lennons letztem größeren Auftritt entstand. Als Überraschungsgast spielte er gemeinsam mit Elton John bei dessen Konzert im Madison Square Garden am 26. November 1974 drei Titel, wovon I Saw her Standing There zunächst 1975 als B-Seite der Elton-John-Single Philadelphia Freedom veröffentlicht wurde. Lennon kündigte den Song dabei ausdrücklich als McCartney-Komposition an.
Paul McCartney hat I Saw her Standing There ab 1989 in sein Live-Repertoire aufgenommen und spielt es seither regelmäßig. Er veröffentlichte mehrere Livealben (Tripping the Live Fantastic (1990), Back in the U.S. (2002), Back in the World (2003), Good Evening New York City (2009), Amoeba Gig (2019) ), auf denen es enthalten ist. Bei einer Liveaufführung 2008 in Liverpool wurde er von Dave Grohl am Schlagzeug begleitet.
Weitere Interpretationen wurden von Alvin and the Chipmunks (1964), Daniel Johnston (1985), The Tubes (1977), The Punkles (1998), Peter Grant (2006), Little Richard zusammen mit Jerry Lee Lewis (2006) oder Allister (2006). Eine Fassung von The Who, die für den Film The Kids Are Alright entstand, blieb unveröffentlicht.